# Terre de Bari

Blason de la Terre de Bari

La Terre de Bari, en italien Terra di Bari, est une ancienne subdivision du royaume de Sicile, puis des Deux-Siciles, qui se trouve aujourd'hui dans la région des Pouilles. Elle avait Bari pour chef-lieu.
Elle avait pour bornes au nord la Capitanate et au sud la Terre d'Otrante, et comprenait la ville de Bari ainsi que le littoral adriatique depuis le cours de l'Aufide jusqu'à Fasano. 
En 2005, l'expression fut exhumée par la ville de Bari pour servir de nom marketing à l'aire urbaine de la ville.